# Attica (Michigan)
Attica – jednostka osadnicza w Stanach Zjednoczonych, w stanie Michigan, w hrabstwie Lapeer.